# Goinger Halt
Le Goinger Halt est un sommet des Alpes, à 2 242 m d'altitude, dans le Kaisergebirge, et en particulier dans le chaînon du Wilder Kaiser, en Autriche (land du Tyrol).

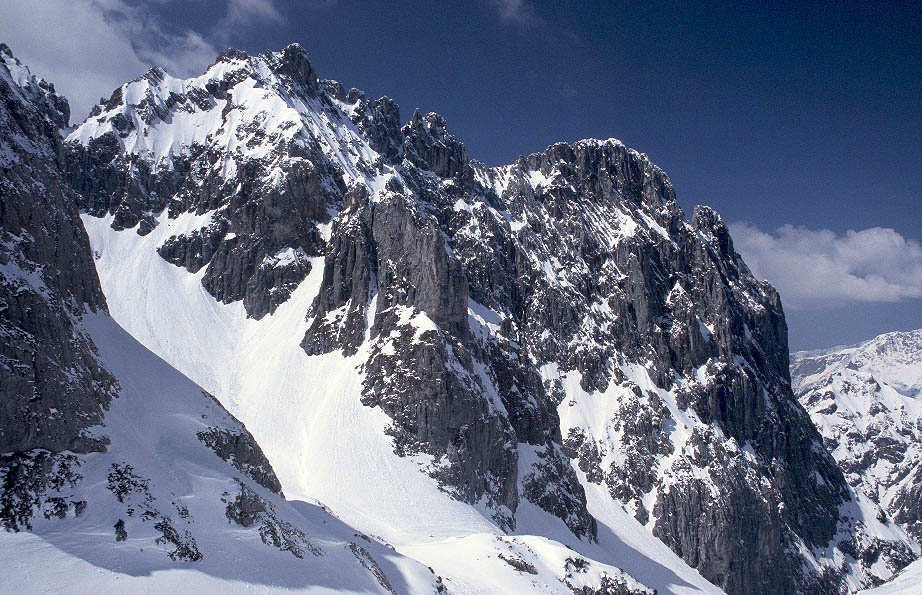
Le Vordere (à gauche) et le Hintere (à droite) Goinger Halt vus de l'est.